# Dysdera aculeata
Dysdera aculeata is een spinnensoort in de taxonomische indeling van de celspinnen (Dysderidae).
Het dier behoort tot het geslacht Dysdera. De wetenschappelijke naam van de soort werd voor het eerst geldig gepubliceerd in 1875 door Kroneberg.